# Ordre du salut
L'ordre du salut (appelé aussi voie du salut ou en latin ordo salutis) fait référence à la série d'étapes conceptuelles au sein de la doctrine chrétienne du salut. 

## Définition
L'ordre du salut est défini comme étant « un terme technique de la dogmatique protestante qui désigne les étapes consécutives du travail du Saint-Esprit dans l'appropriation du salut ». Bien qu'il existe au sein de la théologie chrétienne un sens spécifique dans lequel les différentes phases du salut sont séquentielles (Romains 8:29-30), certains éléments se produisent progressivement et d'autres instantanément. En outre, certaines étapes au sein de l'ordre du salut sont objectives, réalisées par Dieu seul, alors que d'autres sont subjectives, impliquant l'humanité. Avant la Réforme protestante, les chrétiens, n'utilisant alors pas les termes d'« ordre du salut », recherchaient à ordonner les différentes étapes du salut. L'expression d'« ordo salutis » fut employée pour la première fois par les théologiens luthériens au milieu des années 1720. 

## Différents schémas
| Calvinisme - Vocation - Régénération - Foi - Repentance - Justification - Sanctification - Persévérance - Glorification | Luthéranisme - Vocation - Illumination - Repentance - Régénération - Justification - Union mystique - Sanctification - Conservation | Arminianisme, - Vocation - Repentance - Foi - Justification - Régénération - Sanctification - Préservation - Glorification | Catholicisme - Foi (assentiment aux dogmes de l'Église) - Repentance - Régénération (baptismale) - Pénitence (après le sacrement de réconcilliation) - Sanctification - Purgatoire |  |

## Critiques et soutiens
Certains théologiens récents tels que Karl Barth, Gerrit Cornelis Berkouwer et Herman Nicolaas Ridderbos, ont critiqué l'idée d'un « ordre du salut ». Ainsi Barth voit celui-ci comme un risque de « psychologiser » le salut, et Berkouwer est préoccupé par le fait que l'ordre ne rendrait selon lui pas justice à toute la « richesse » du salut. 
Cependant, cette idée d'ordre séquentiel dans le salut s'appuie sur deux versets de l'épître aux Romains (Romains 8:29-30) : « Car ceux qu'il a connus d'avance, il les a aussi prédestinés à être semblables à l'image de son Fils, afin que son Fils fût le premier-né entre plusieurs frères. Et ceux qu'il a prédestinés, il les a aussi appelés ; et ceux qu'il a appelés, il les a aussi justifiés; et ceux qu'il a justifiés, il les a aussi glorifiés. » 
Le professeur de théologie Hendrikus Berkhof fait remarquer que les chrétiens ne peuvent pas s'empêcher de penser « logiquement » à propos des éléments particuliers du salut. 